# Levente Csaba Székely
Levente Csaba Székely (n. 21 mai 1955, Toldal, România) este un politician maghiar din România, membru al Parlamentului României din 2004 până în 2008. Între 2010-14 mai 2012 a fost prefect al județului Vaslui. În legislatura 2004-2008, Levente Csaba Székely a fost ales deputat pe listele UDMR. În cadrul activității sale parlamentare, Levente Csaba Székely a fost membru în grupurile parlamentare de prietenie cu Republica Lituania, Republica Libaneză, Republica Malta, Republica Algeriană Democratică și Populară, Republica Coreea, Regatul Danemarcei. 